# 内田光子
内田 光子（うちだ みつこ、Dame Mitsuko Uchida DBE、1948年12月20日 - ）は、静岡県熱海市生まれのイギリス人のピアニスト、指揮者。ユニバーサルミュージック所属。

## 経歴

### 早年期
お茶の水女子大学附属小学校在学中、桐朋学園の「子供のための音楽教室」にて、松岡貞子に学ぶ。父内田藤雄が西ドイツ大使などを務めた外交官であったため、12歳で渡欧。1961年からオーストリアのウィーン音楽院でリヒャルト・ハウザーに師事する。同時期に、留学中の寺田悦子が同音楽院に在籍し、互いに切磋琢磨したという。その後も、アルトゥーロ・ベネデッティ・ミケランジェリ、ヴィルヘルム・ケンプ、ステファン・アスケナーゼ、ニキタ・マガロフらの薫陶を受ける。
その後一時帰国するが、再び渡欧。
ロンドンでは一時、マリア・クルチオなどにも師事する。

### イギリスから世界へ
1970年、第8回ショパン国際ピアノコンクールにおいて第２位を受賞。これは現在までにおいて日本人最高位である。
1971年、英国ウィグモア・ホールでの演奏会にてイギリスデビュー。1972年に拠点をロンドンに移す。ヨーロッパを中心に活動するが、1970年代は不遇の時代であった。東芝EMIなどで細々と録音していたが、大手レコード会社からのオファーは全くなかった。日本では演奏会を開くことすらままならず、両親がチケットを売りさばくことに苦心していた。本人は「私は日本の音楽大学を出ていなかったから…」と当時を振り返っていた。自主開催や労音などの地方公演、恩師である松岡貞子の配慮で開催していた科学技術館・サイエンスホールにおける公開レッスンなど、金銭面では有難かったが非常に不本意な時代だったと回想している。
1982年、東京文化会館小ホール、そしてロンドンのウィグモア・ホールでのモーツァルト「ピアノ・ソナタ連続演奏会」は「ウチダの火曜日」とロンドンの批評家から絶賛を浴び、一躍楽壇の寵児となる。続いて1984年に、イギリス室内管弦楽団を自ら指揮しつつ演奏したモーツァルトのピアノ協奏曲の全曲演奏会を契機に、フィリップスにモーツァルトのピアノ・ソナタとピアノ協奏曲を全曲録音。これら一連のチクルスは空前の大成功を収め、これを契機に長い不遇の時代を経て名実ともに国際的な名声を不動のものとする。それまでの彼女はバルトークのピアノ協奏曲第3番を演奏するなどレパートリーの照準が定まらなかったが、この名声を経て前期ロマン派以前にレパートリーを絞り込む。1983年はエリザベート王妃国際音楽コンクールの審査員を務めた。

### 世界のUchidaとして
1984年、小澤征爾の指揮するベルリン・フィル定期演奏会にバッハのピアノ協奏曲とメシアンの異国の鳥たちを弾いてデビュー。それ以降、国際メジャー・オーケストラの定期演奏会、そしてザルツブルク音楽祭、プロムス、タングルウッド音楽祭、ルツェルン音楽祭などの世界的音楽祭の常連となった。
1991年、満を持して殿堂カーネギー・ホールにてデビューリサイタル。1999年にGreat Pianists of 20th Centuryシリーズに日本人で唯一の選出。最近では、子どものための演奏会、室内楽、マスタークラス、そして若手音楽家への支援に力を注いでいる。ボルレッティ=ブイトーニ財団の評議員をつとめ、リチャード・グードと共同でマールボロ音楽祭のディレクターもつとめている。

### 演奏スタイル
得意とするベートーヴェンやシューベルトでは、拍節感を強調しない拍子がそろった均等拍の特徴を使いこなし、拍子を均等にする代わりにフレーズが変わる都度テンポを揺らせ、強弱をコントロールし新鮮な印象を与えたり、シューベルトでは転調直前の休符に「期待感」の代わりに「完結感」を与えたりするなど、均等拍を基本とし、その上に意図的かつ知的な表現を散りばめ、全体としてシリアスかつ知的な印象を与えているとの評価がある。
現代のピアノは通常平均律で調律するところ、内田光子は古典調律の一つであるヴェルクマイスター音律を用いてモーツァルトの作品を演奏した。

## 受賞歴
- 1966年 - ミュンヘン国際音楽コンクール第3位[9]
- 1968年 - エリザベート王妃国際音楽コンクール第10位
- 1969年 - ウィーン・ベートーヴェン国際ピアノコンクール第1位[10]
- 1970年 - ショパン国際ピアノコンクール第2位[11][10]
- 1973年 - ルツェルン音楽祭主催クララ・ハスキル国際ピアノコンクール第2位
- 1975年 - リーズ国際ピアノ・コンクール第2位
- 1975年 - レーヴェントリット国際コンクール第2位[12]
- 福山賞
- 1986年 - サントリー音楽賞[13]
- 1990年 - ロイヤル・フィルハーモニック・ソサイエティ・チャールズ・ハイドシェック特別賞
- 1991年 - 第3回飛騨古川音楽大賞
- 1996年 - 朝日賞
- 2001年 - CBE（大英帝国勲章第3位）[10]
- 2005年 - 文化功労者[14]
- 2006年 - 日本レコードアカデミー賞[7]
- 2008年 - BBCディスク大賞
- 2009年 - DBE（大英帝国勲章第2位）を授与されエリザベス女王よりデイムの称号を授かる[10]
- 2009年 - 英国グラモフォン賞[15]
- 2011年 - 第53回グラミー賞・最優秀インストゥルメンタル・ソリスト演奏賞[16]
- 2012年 - ロイヤル・フィルハーモニック金メダル[17]
- 2015年 - モーツァルト生誕259年記念モーツァルト・ゴールデン・メダル
- 2015年 - 高松宮殿下記念世界文化賞音楽部門
- 2017年 - 第59回グラミー賞・クラシック部門最優秀ソロ・ボーカル・アルバム賞[18][19]

## 人物
1972年以来、ロンドンに居住。私生活上でのパートナーは「世界最高の知性100人」にも選ばれた、EU理事会対外・政治軍事総局長であるロバート・クーパー。美学的理由につき、現在は一切の国際コンクール審査員を断り続けている。母方祖父に原脩次郎。